# アドミラルチェイスカヤ駅
アドミラルチェイスカヤ駅（アドミラルチェイスカヤえき、ロシア語: станция «Адмиралтейская»、スタンツィヤ「アドミラルチェイスカヤ」）は、ロシアのサンクトペテルブルク市ツェントラリヌィ区（中央区）マラヤ・モルスカヤ（小海洋）通りにあるサンクトペテルブルク地下鉄の駅である。地下86ｍに位置し、世界でも屈指の深い場所にある駅となっている。
駅名の「アドミラルチェイスカヤ」とは、近隣にある旧海軍省（アドミラルチェイストヴォ）に因んでいる。1997年にこの区間が4号線として開通した際に、既にホームのみ用意されていた。しかし地上駅舎の建設には、大規模な斜坑トンネルの建設工事を伴うため、すでにある建物のいずれかを一旦撤去する必要があるが、この付近の地上はエルミタージュ美術館や旧海軍省などの近隣で歴史的建築物が多いため、反対運動などにより地上駅舎の位置がなかなか決まらず開業まで14年を要した。結局、地上駅舎はそれまであった古い住居用建物の外観を再現して改築することになり、強制収用を経て2009年にようやく地上駅舎とエスカレーター用の斜坑の工事が始まった。ロシアの地下鉄はホームから改札口まで1本のエスカレーターであることが多いが、この駅は地上駅舎の位置が後から決まったため2つのエスカレーターを使い、その乗り換えの際に100メートルを越える水平移動がある。

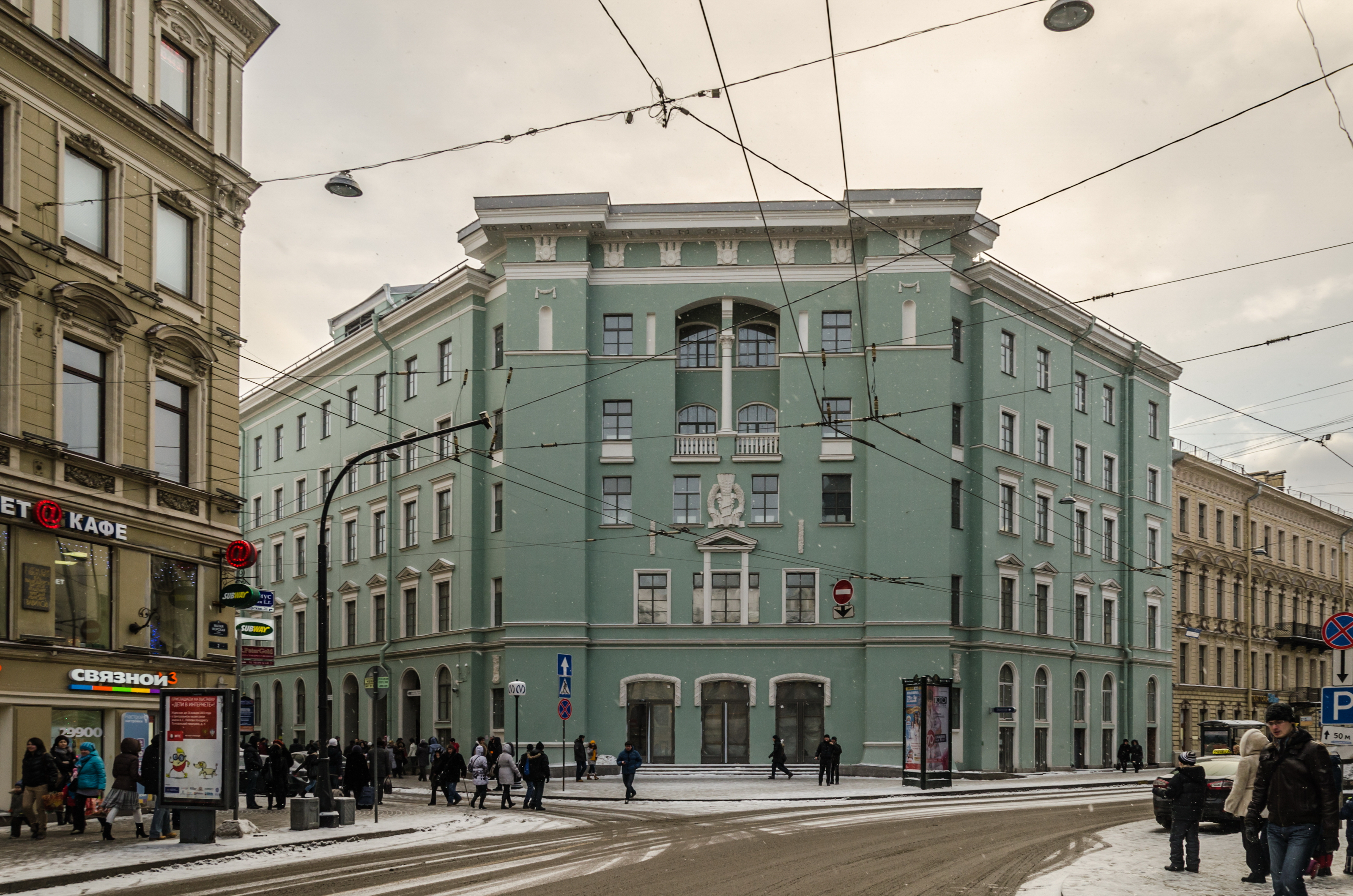
駅舎外観

## 接続路線

### トロリーバス・バス・乗合タクシー
ネフスキー大通りを東西方面に走る路線の他、ヴァシリエフスキー島など沿岸部方面へのバス・乗合タクシーが発着する。
- マラヤ・モルスカヤ（小海洋）通り（駅東方、ネフスキー大通り南側）
  - ノヴォチェルカッスク通り方面：　トロリーバス（1・7・10・11・17系統）、バス（7・24・100・180・191系統）
- マラヤ・モルスカヤ通り（駅東方、ネフスキー大通り北側）
  - プリモルスキー方面：　トロリーバス（10・11系統）、バス（7・24・180系統）
  - スポーツ宮殿方面：　トロリーバス（1・7系統）、バス（191系統）
- マラヤ・モルスカヤ通り（駅西方、マラヤ・モルスカヤ通り南側）
  - ノヴォチェルカッスク通り方面：　トロリーバス（5・22系統）
- マラヤ・モルスカヤ通り（駅西方、マラヤ・モルスカヤ通り北側）
  - トゥルダ（労働）広場方面：　トロリーバス（5・22系統）、バス（3・10・22・27系統）
- マラヤ・モルスカヤ通り（駅西方、ゴロホヴァヤ（豌豆）通り沿い）
  - トゥルダ広場→プリモルスキー方面：　バス（100系統）、乗合タクシー（187系統）
  - スポーツ宮殿方面：　乗合タクシー（209・252系統）
  - モスコフスキー（モスクワ）区方面：　トロリーバス（17系統）
- 聖イサアク大聖堂（駅西方、ゴロホヴァヤ通りより西）
  - トゥルダ広場→ソスノヴァヤポリャナ方面：　トロリーバス（5・22系統）、バス（22・27系統）、乗合タクシー（190・306系統）
- ボリシャヤ・モルスカヤ（大海洋）通り（駅南方）
  - 十月公園方面：　バス（22系統）
  - ノヴォチェルカッスク通り方面：　バス（27系統）
  - モスクワ区方面：　バス（3系統）
- アドミラルチェイスカヤ（海軍省）大通り（駅西方、アドミラルチェイスカヤ大通り南側）
  - スポーツ宮殿方面：　バス（10系統）
  - カザン聖堂方面：　バス（100系統）、乗合タクシー（187系統）
- アドミラルチェイスカヤ大通り（駅西方、アドミラルチェイスカヤ大通り北側）
  - トゥルダ広場→プリモルスキー方面：　バス（100系統）
  - バルチースキー駅方面：　乗合タクシー（252系統）

## 駅構造
地上にコンコース、改札があり、地下86mに島式プラットホームがある地下駅である。ホームからいったん標高差15.2メートルのあまり長くないエスカレーターに乗り、水平方向に112メートル徒歩移動すると、地上まで続く標高差68.7メートルの長大なエスカレーターがある。この駅にはモザイク画が多く、ホームの奥には「1704年の海軍省の創設」のモザイク画。2つのエスカレーターを結ぶ水平通路の途中には「ネプチューン」が、水平通路が終わり地上までのエスカレーターに乗る場所には「ネヴァ（の女神）」、地上駅舎には「海軍省」の最も巨大なモザイク画がある。プラットホームの柱には歴代提督たちの円形の浮彫がはめ込まれている。

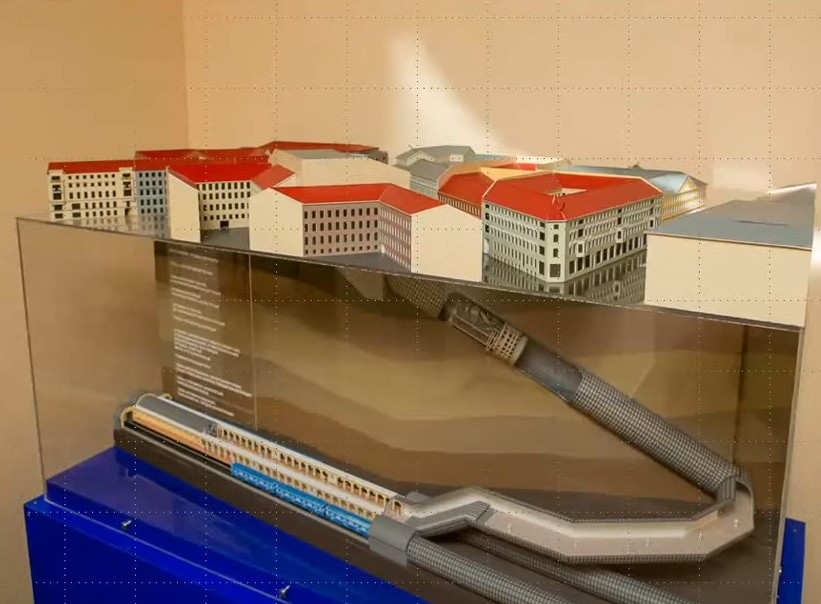
駅構造の模型
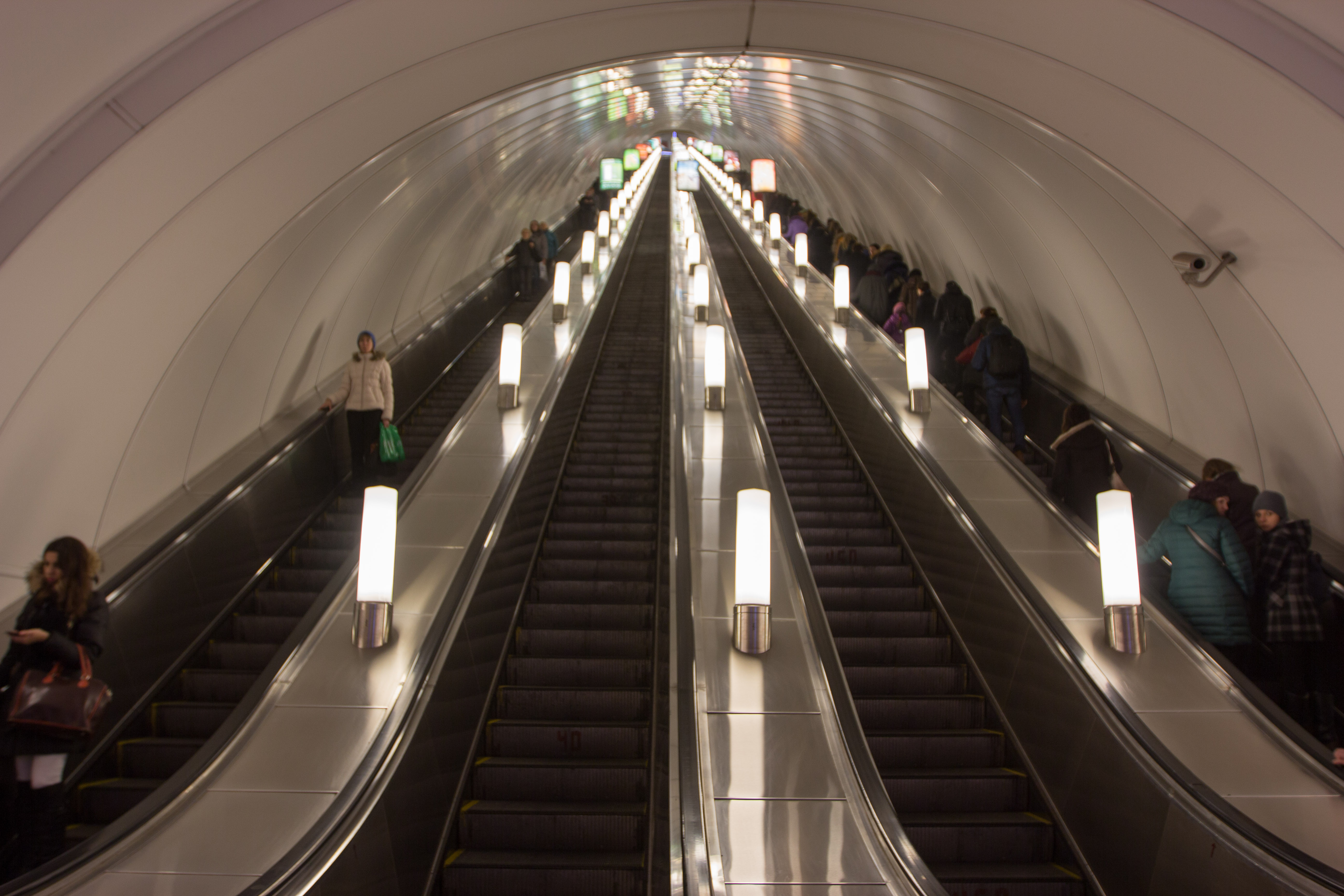
標高差68.7メートルのエスカレーター

- 西行：コメンダント大通り方面
- 東行：ヴォルコフ方面

## モザイク画ギャラリー

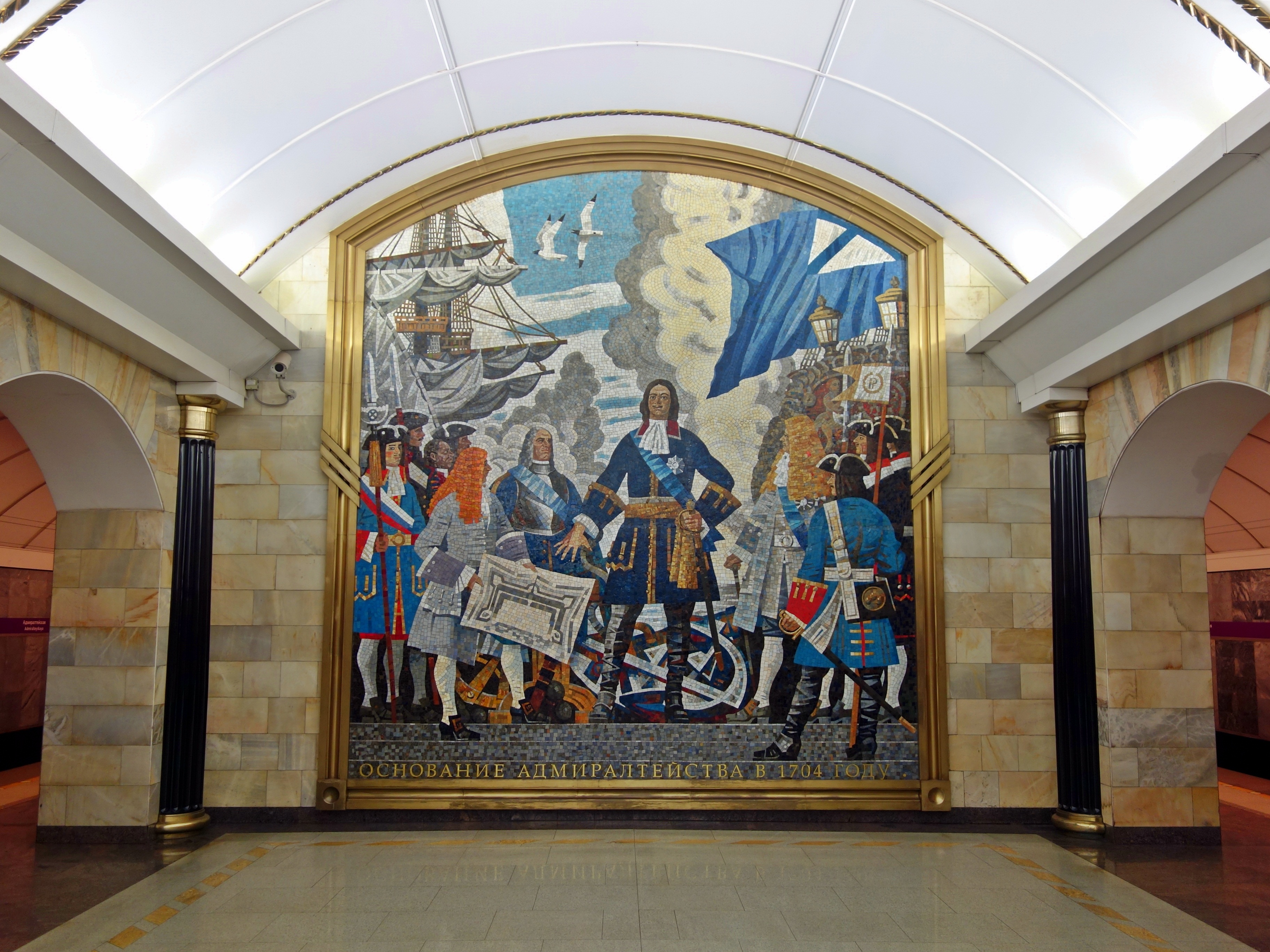
「1704年の海軍省の創設」
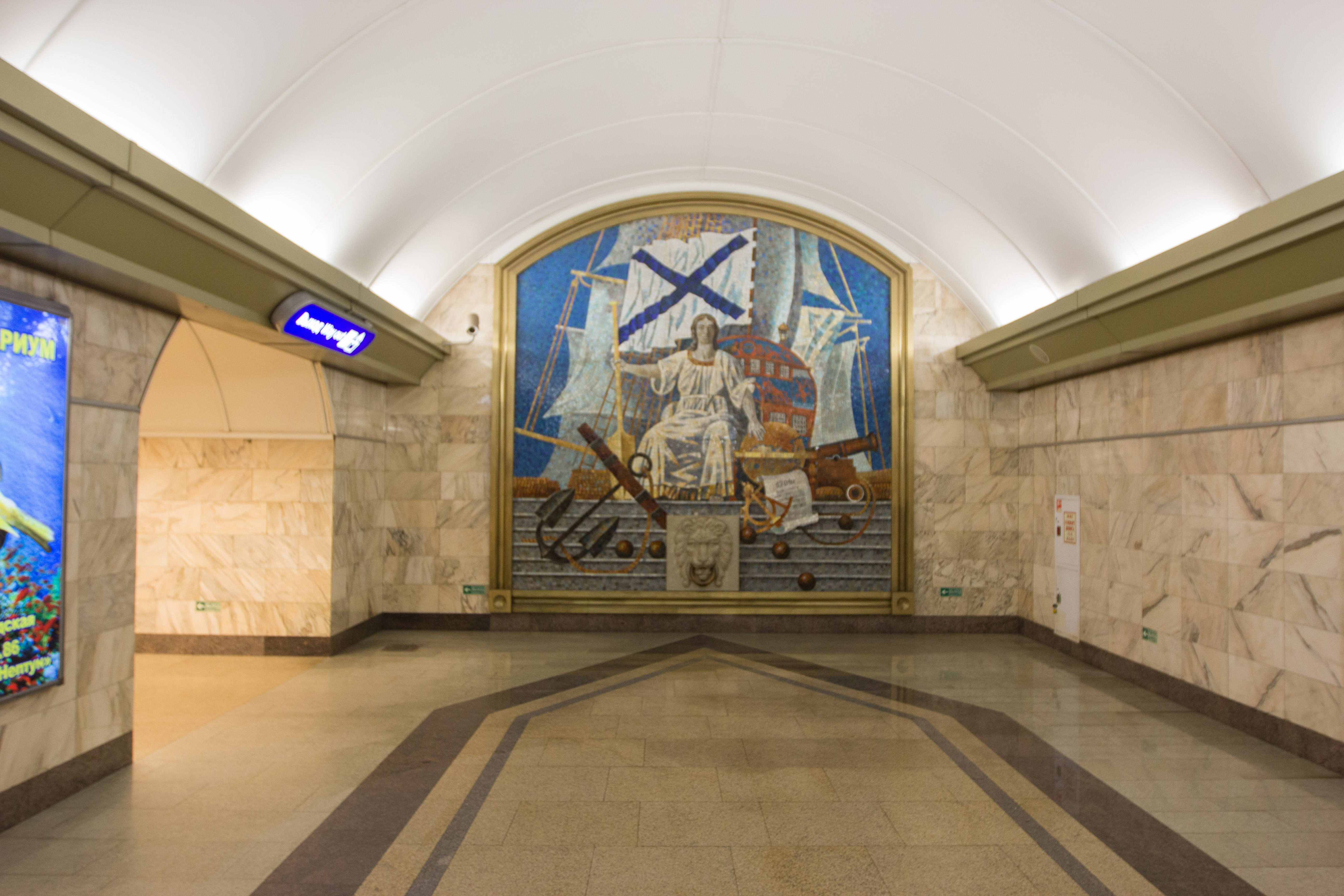
「ネヴァ」
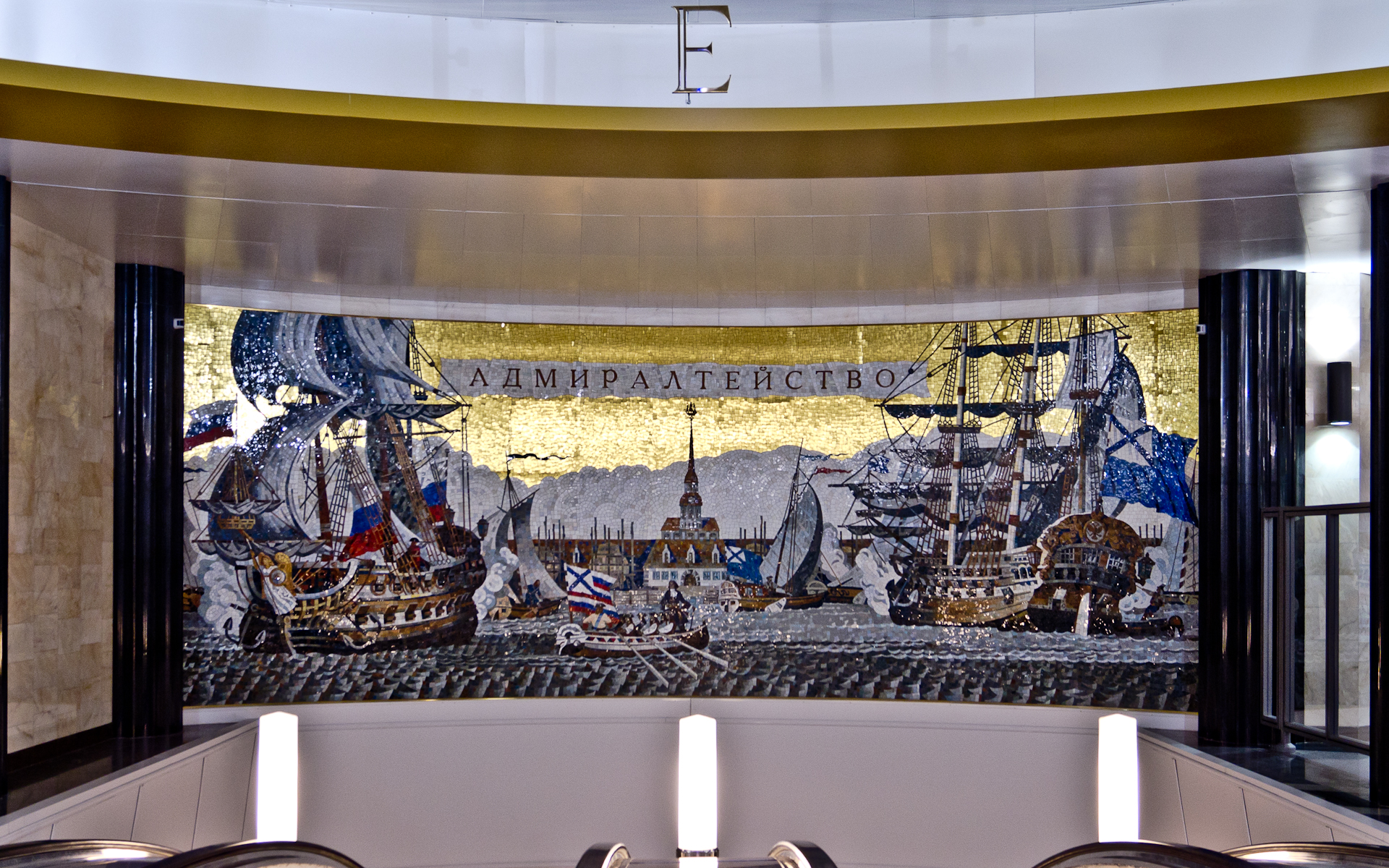
「海軍省」

## 駅周辺
エルミタージュ美術館・海軍省・聖イサアク大聖堂の最寄駅であり、観光に便利な駅である。
- 旧海軍省（アドミラルチェイストヴォ） ・・当駅名の由来
- エルミタージュ美術館
- 聖イサアク大聖堂
- カザン大聖堂
- 血の上の救世主教会
- ロシア美術館
- ロストラの燈台柱

## 歴史
- 2011年12月28日　地下鉄5号線　サドーヴァヤ～スポルティヴナヤ間に新設開業。

## 隣の駅
サンクトペテルブルク地下鉄
■5号線（ネフスキー・ヴァシリー島線）
スポルティヴナヤ - アドミラルチェイスカヤ - サドーヴァヤ